# Iva Hadj Moussa
Iva Hadj Moussa [Hadž Musa] (* 3. května 1979 Písek) je česká spisovatelka. Vystudovala psychologii na Masarykově univerzitě v Brně. Pracovala na pedagogicko-psychologických poradnách v Bruntále a v Brně, v Brně také čtyři roky pracovala v Centru dopravního výzkumu. Poté se živila jako reklamní textařka. Pracovala také na Radiu Wave jako moderátorka pořadu Finančák. Pracuje jako psychoterapeutka.
Žije v Praze s manželem a synem. Jejím manželem je Radouane Hadj Moussa, jehož tatínek pocházel z Alžírska. Některé své knihy (převážně v žánru dívčího románu) vydala pod svým jménem z prvního manželství Iva Macků.

## Dílo
- Teen Pop, 2009, vydáno pod jménem Iva Macků
- Řekni mi svoje znamení, 2011, vydáno pod jménem Iva Macků
- Normální porucha, 2011, vydáno pod jménem Iva Macků
- Zvláštní znamení, 2012, vydáno pod jménem Iva Macků
- Šalina do stanice touha, 2020
- Hlavně na to nemysli, 2020
- Démon ze sídliště, 2021
- Havířovina, 2022
- Těžké duše, 2024

Jednou povídkou je zastoupena také ve výboru Klub osamělých srdcí pana vajíčko z roku 2021.